# Junonia aonis
Junonia aonis är en fjärilsart som beskrevs av Carl von Linné 1767. Junonia aonis ingår i släktet Junonia och familjen praktfjärilar. Inga underarter finns listade i Catalogue of Life.